# Pinklon Thomas
Pinklon Thomas (* 10. Februar 1958 in Pontiac, Michigan) ist ein ehemaliger US-amerikanischer Schwergewichtsboxer und WBC-Weltmeister.

## Profikarriere
Thomas hatte einen technisch äußerst guten Jab und war sehr schlagstark. 1978 wurde er nach nur kurzer Amateurzeit Profi. Trainiert wurde er von Angelo Dundee.
In seinem zwanzigsten Kampf gewann er vorzeitig gegen „Quick“ Tillis. In seinem 21. Profikampf trat er im Januar 1983 gegen den späteren Weltmeister Gerrie Coetzee an und erreichte ein Unentschieden. Nach einigen weiteren Siegen, darunter ein Technischer K. o. gegen Alfonzo Ratliff, bekam er am 31. August 1984 die Möglichkeit gegen den WBC-Weltmeister Tim Witherspoon anzutreten. Er siegte in einem Kampf auf technisch sehr hohem Niveau (beide Boxer zeigten eine boxerisch sehr starke Leistung und schenkten sich nichts) knapp nach Punkten und gewann den Titel.
In seiner ersten Titelverteidigung besiegte er Mike Weaver durch Technischen K. o. in der achten Runde. Bereits im nächsten Kampf am 22. März 1986 musste er allerdings den Gürtel nach einer überraschenden Punktniederlage an Trevor Berbick abgeben.
Er erhielt 1987 noch einmal eine Titelchance gegen Mike Tyson, unterlag aber vorzeitig in der sechsten Runde. Von da an ging es bergab und er verlor in der Folgezeit gegen die ungeschlagenen und aufstrebenden Jungtalente Evander Holyfield und Riddick Bowe. Den Kampf gegen Tommy Morrison musste er schon nach der ersten Runde wegen einer Verletzung aufgeben. Im Jahr 1992 holte er sich im Kampf gegen Craig Payne den völlig unbedeutenden IBO-Weltmeistertitel. Thomas war gleichzeitig der erste Schwergewichtsweltmeister dieses unbedeutenden Verbandes. Seinen letzten Kampf absolvierte er gut zwei Monate später gegen Lawrence Carter und verlor durch Technischen K. o. in Runde 7.
Nach seinem Karriereende gab er bekannt, schon als Teenager heroinsüchtig gewesen zu sein. Er inspirierte den ebenfalls abhängigen Antonio Tarver zu einer Profikarriere.